# Deborah Kara Unger
Deborah Kara Unger. född 12 maj 1966 i Vancouver i British Columbia, är en kanadensisk skådespelare.

## Filmografi i urval
- 1989 – Bangkok Hilton (TV-serie)
- 1990 – Blodsed
- 1992 – Viskningar i natten
- 1993 – Hotellrum 603
- 1994 – Highlander III: The Sorcerer
- 1995 – No Way Home
- 1996 – Crash
- 1996 – Keys to Tulsa
- 1997 – The Game
- 1998 – The Rat Pack
- 1999 – The Hurricane
- 1999 – Payback
- 1999 – Sunshine
- 2001 – Ten Tiny Love Stories
- 2002 – The Salton Sea
- 2003 – Fear X
- 2003 – Tretton
- 2003 – Stander
- 2003 – Hollywood North
- 2004 – One Point O
- 2004 – A Love Song for Bobby Long
- 2005 – White Noise
- 2006 – Silent Hill
- 2006 – The Alibi
- 2007 – 88 Minutes
- 2007 – Shake Hands with the Devil
- 2009 – Walled In
- 2010 – The Way
- 2011 – Combat Hospital (TV-serie)
- 2012 – The Samaritan
- 2012 – Silent Hill Revelation 3D